# Casuarinàcies
Casuarinàcia (Casuarinaceae) és una família de plantes amb flors dins l'ordre fagales, consta de 3 o 4 gèneres i unes 70 espècies d'arbres o arbusts natius de l'àmbit paleotropical, Indo-malai, Austràlia i illes del Pacífic. Anteriorment a 1982 totes les espècies d'aquesta familia s'havien inclòs en el gènere Casuarina.
Els membres d'aquesta família estan caracteritzats per tenir les fulles semblants als equisets (cues de cavall). Les arrels fan la fixació del nitrogen mitjançant l'associació amb l'actinomicet Frankia.
L'espècie més comuina és Casuarina equisetifolia molt plantada en jardins de gran part del món i també als Països Catalans, per exemple a la Plaça Universitat de Barcelona.